# 木梨貞男
木梨 貞男（きなし さだお、1950年 - ）は、米国ワシントンD.C.弁護士、日本弁理士、米国弁理士。

## 来歴
- 1973年 - 大阪大学工学部冶金学科卒業。通商産業省特許庁入庁
- 1977年 - 特許庁審査第四部審査官
- 1984年 - 弁理士資格取得
- 1990年 - 特許庁審判部審判官
- 1994年 - 特許庁辞職後、渡米とともにロースクール入学
- 1997年 - 米国 Illinois Institute of Technology, Chicago-Kent College of Law卒業（ジュリスドクター）、DC司法試験合格（ワシントンDC弁護士）
- 1999年 - 米国特許庁試験合格（米国弁理士）、CAFC弁護士登録
- 2001年 - 日本弁理士登録
- 2003年 - Westerman, Hattori, Daniels and Adrian法律事務所パートナー

## 主な著書
- 『要点早わかり 米国特許入門　最新版』（技術評論社）
- 『要点早わかり 米国特許入門』（工業調査会）
- 『要点解説 米国特許クレーム入門』（発明協会）
- 『ポイント解説 欧州特許入門』（発明協会）
- 『形状記憶合金応用アイデア集』（共著）（工業調査会）